# 渡船頭
渡船頭，是臺灣彰化縣彰化市的一個地名，位於該市北部偏東。相較於今日行政區，其範圍大致包括三村里、竹中里東北端、大竹里最北端，以及臺中市烏日區榮泉里最南端。

## 歷史
台灣清治末期至日治初期，渡船頭地區為一街庄，稱為「渡船頭庄」，隸屬於線東堡。該庄北隔大肚溪與朥(月胥)庄、烏日庄相望，東與田中央庄為鄰，南邊為番社口庄、大竹圍庄，西邊為阿夷庄。
1901年（日治明治三十四年）11月，該庄隸屬於彰化廳。1909年（明治四十二年）10月，改隸屬於臺中廳。1920年（大正九年），該庄改制為「渡船頭」大字，隸屬於臺中州彰化郡大竹庄，大字下有「渡船頭」、「山寮」小字名。1933年12月，彰化街合併南郭庄、大竹庄，升格成為彰化市。
戰後彰化市隸屬於彰化縣，大字亦改制為里。

## 交通
國道3號大致以西北西—東南東走向經過本地區中部的大肚溪南岸地帶，境內無交流道，但快官交流道即在東部邊界外不遠處，由此可快速前往台灣西部各地。
省道台1線（中山路三段）又稱「縱貫公路」，為台北至屏東楓港的台灣西部平面幹道，大致以東北—西南走向經過本地區西部近邊界處，往東北過大度橋轉西北可前往大肚、清水、頭份等地，或於橋北端接省道台1乙線向東前往烏日、台中、大雅等地；往西南則可前往彰化市中心、員林、西螺、斗南等地。
省道台1丙線（彰興路一段、金馬路一段）為南北向省道在彰化市區西北側的外環道，其東側端點位於本地區西部邊界外的省道台1線路口，以開口向西的V字形經過本地區西部，往西南可至和東莊接省道台19線。
省道台14丙線（彰興路二段）為三村庄至外快官的道路，也是大度橋南端通往省道台14線本線的捷徑，其西側端點位於本地區西部三村庄的省道台1丙線路口，往東南可於外快官接回省道台14線本線。